# Ruta 4204
Die Ruta 4204 ist eine Gemeindestraße im südamerikanischen Andenstaat Bolivien.

## Streckenführung
Die Straße hat eine Länge von 27,8 Kilometern und führt durch die nordöstlichen Ausläufer der Cordillera Oriental im Municipio Villa Tunari.
Die Ruta 4204 verläuft von Norden nach Süden im Nordosten des Departamento Cochabamba und ist ein Abzweig von der Ruta 24, die von Villa Tunari über Isinuta nach Ichoa führt, und weiter in das Departamento Beni verlängert werden soll.
Die Ruta 4204 ist von Norden bis nach Villa 14 de Septiembre asphaltiert, die restlichen 13,9 Kilometer bis zur Ruta 24 sind weitgehend Schotter- und Erdpiste.

## Geschichte
Der Servicio Departmental de Caminos (SEDCAM) begann mit der Pflasterung des 27,8 km langen Abschnitts von Puerto San Francisco nach Villa General Román am 1. September 2017 und schloss die Asphaltierung der 13,9 km bis Villa 14 de Septiembre im Jahr 2022 ab. Die Weiterführung der Asphaltierung ist durch Budgetkürzungen der nationalen Regierung noch offen.

## Straßenabschnitte im Municipio Villa Tunari
- km 000: Puerto San Francisco
- km 003: San Francisco
- km 007: San Francisco Alto
- km 009: Litoral
- km 011: Villa Porvenir
- km 014: Villa 14 de Septiembre
- km 020: Simón Bolívar
- km 023: San Miguel
- km 027: Villa General Román